# Pristimantis suetus
Pristimantis suetus es una especie de anfibio anuro de la familia Craugastoridae.

## Distribución
Esta especie es endémica de la ladera oriental de la Cordillera Central en Colombia. Habita entre los 1 800 y 2 800 m de altitud:
- en el departamento de Caldas en los municipios de Pensilvania y Samaná;
- en el departamento de Antioquia en los municipios de Guatapé y Sonsón.[4]

## Descripción
Los machos miden de 13.9 a 18.2 mm y las hembras de 20.7 a 23.0 mm.

## Publicación original
- Lynch & Rueda-Almonacid, 1998 : New frogs of the genus Eleutherodactylus from the eastern flank of the northern Cordillera Central of Colombia. Revista de la Academia Colombiana de Ciencias Exactas Físicas y Naturales, vol. 22, n.º 85, p. 561-570[5]